# Кінні (напій)

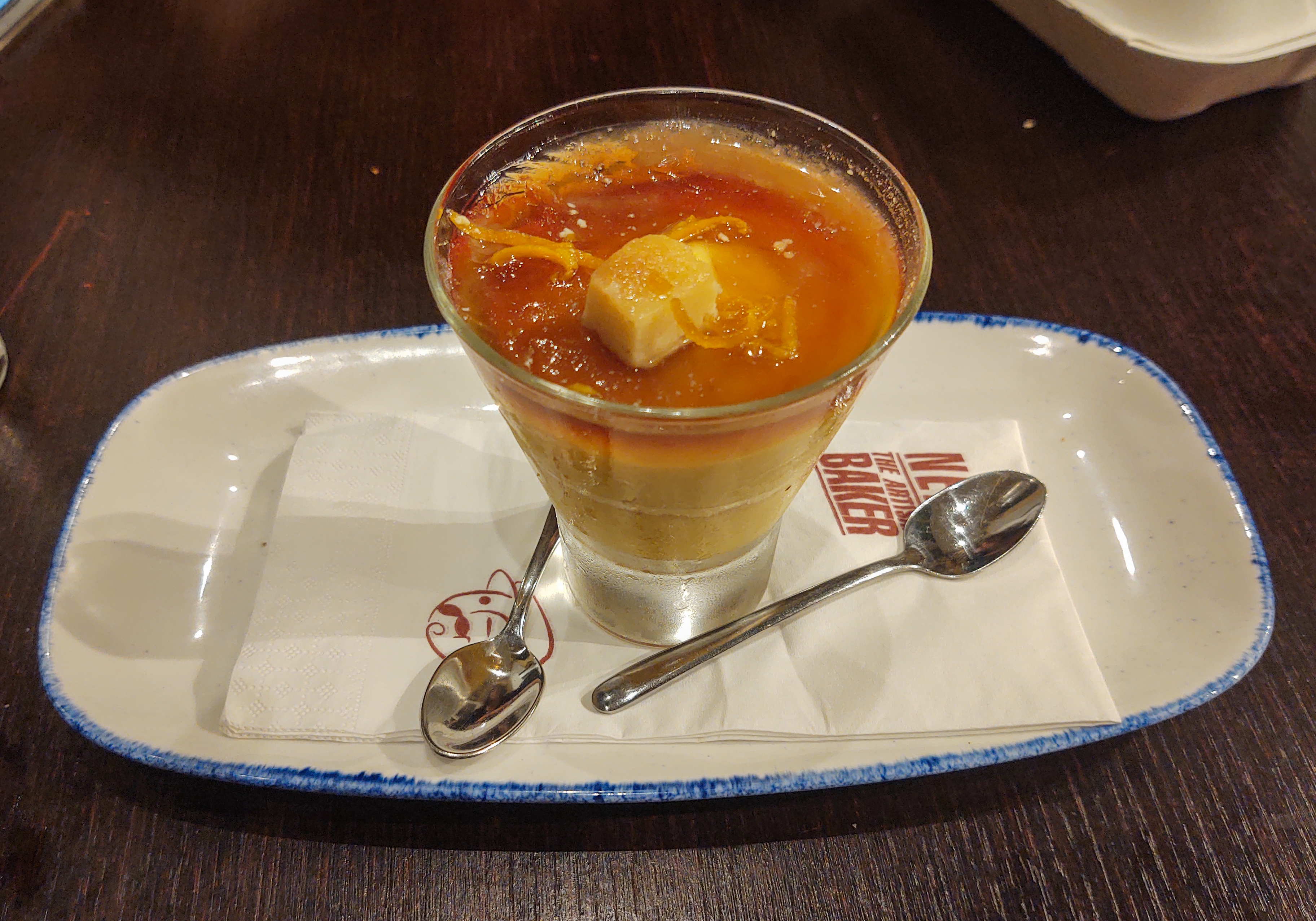
Десерт на основі Кінні в ресторані у Валетті

Кінні (англ. Kinnie) — мальтійський гірко-солодкий газований безалкогольний напій, зварений з гірких апельсинів і екстрактів полину. Вперше він був представлений у 1952 році пивоварнею Simonds Farsons Cisk і продовжує вироблятися Farsons у Мрігелі, Біркіркара, Мальта.
Має коричневий колір, його п'ють як окремий напій або змішують з алкоголем. Він має репутацію улюбленого безалкогольного напою на Мальті, який іноді навіть називають «національним безалкогольним напоєм».

## Історія
Кінні був винайдений керуючим директором Simonds Farsons Cisk Антоні Мічелі Фарруджа і вперше був вироблений у 1952 році як альтернатива напоям кола, які поширювалися післявоєнною Європою, зокрема Кока-кола. Його смак навмисно відрізнявся від міжнародної конкуренції через брендингові міркування. У 1975 році він став безалкогольним напоєм року за версією французького Міжнародного комітету гастрономії та туризму.
Рецепт Кінні тримається в секреті, хоча припускають, що він містить женьшень і ревінь.
Дієтична версія Кінні з'явилася в 1984 році. У 2007 році було випущено нову низькокалорійну версію Кінні під назвою Кінні Зест. Вона має сильніший апельсиновий смак і рекламується як така, що містить лише одну калорію на пляшку. Пивоварня почала продавати Кінні Віта у 2014 році, підсолоджений сумішшю цукру та екстракту листя стевії. У квітні 2021 року на ринку з'явилася алкогольна версія напою під назвою «Кінні Спрітц».

## Місця продажу
Кінні експортується до Великобританії, Італії, Німеччини, Польщі, Нідерландів, Лівії та Канади, а також доступний для продажу у Японії.
Kinnie виробляється в Австралії компанією Maltese Beverages Pty Limited за ліцензією Farsons.
У березні 2009 року було оголошено, що Farsons збирається почати експорт Kinnie в Росію. Влітку 2010 року Farsons і Kinnie UK Limited плавно запустили Kinnie і два його варіанти в лондонському Вест-Енді, досягнувши майже 100 пробних торгових точок до вересня 2010 року.